# Abraham Olano
Abraham Olano Manzano (Anoeta, Guipúzcoa; 22 de enero de 1970) es un exciclista español, que compitió profesionalmente entre 1992 y 2002. Fue campeón del mundo tanto en ruta (1995) como en contrarreloj (1998), y el primer ciclista masculino de la historia en lograrlo (anteriormente lo había conseguido la ciclista Jeannie Longo en 1995). Fue director técnico de la Vuelta a España hasta julio de 2013.
Destacó en las Grandes Vueltas: ganó una Vuelta a España (1998) y fue segundo en otra (1995), subió dos veces al podio del Giro de Italia (1996 y 2001) y se clasificó tres veces entre los diez primeros del Tour de Francia (con un cuarto lugar como mejor puesto, en 1997). En total obtuvo seis victorias de etapa en la Vuelta y una en el Tour, todas ellas en la modalidad contrarreloj.
Olano fue también doble Campeón de España tanto en ruta como en contrarreloj (1994), medalla de plata olímpica en contrarreloj (Atlanta 1996) y ganador de varias vueltas por etapas de una semana, destacando entre ellas el Tour de Romandía (1996) y la Tirreno Adriático (2000).

## Biografía

### Inicios en el ciclismo
Tercero de seis hermanos, su padre había sido ciclista aficionado y montaba bicicletas con piezas viejas de distinta procedencia. Fue gracias a ello que pese a las estrecheces económicas, el pequeño Abraham pudo tener su primera bicicleta a los nueve años al cederle la suya su hermano Jon, a quien ya le resultaba pequeña: una Emporium de color azul claro.
En 1981, cuando tenía 11 años, se disputó en Tolosa, cerca de su localidad natal, el Campeonato Mundial de ciclocrós: quedó impresionado por la cara de sufrimiento de un ciclista suizo durante la prueba. Esta experiencia lo animó a apuntarse en la Escuela de Ciclismo Oria (en euskera y oficialmente: Oriako Txirrindularitza Eskola) de Tolosa, sin consultárselo a los padres. Olano acudía en su bici a las clases de la ikastola Laskorain de Tolosa (a tres kilómetros de su domicilio), persiguiendo (y en ocasiones superando) al autobús.
La relación de Olano con la escuela no fue buena, debido a una dislexia tardíamente diagnosticada y mal tratada. Esta circunstancia le produjo un alejamiento de la lectura, a la que se aficionaría más adelante, en su edad adulta.

### Categorías inferiores

#### De alevín a júnior
En las filas de la Escuela de Ciclismo Oria, dirigida por el mecánico y restaurador de bicicletas Tomás Ayerza, Olano destacó desde sus inicios en escuelas (alevín e infantil, de dos años cada categoría). Así, ya en su primer año, 1981, fue campeón de Guipúzcoa alevín, y en 1982 repitió como campeón alevín guipuzcoano, entre otros triunfos durante sus cuatro años en el club.
En 1982, cuando tenía apenas 12 años, ocurrió un trágico suceso que marcaría la vida de Olano: su mejor amigo y compañero del ciclismo Mikel Oiarzabal desapareció el 14 de diciembre cuando volvía en coche a casa en el coche de un vecino, junto a su hermano Daniel y su primo Andoni, a consecuencia de la crecida del río Oria por las intensas lluvias. La búsqueda se prolongó durante varios días, en los cuales Olano recorrió en solitario la orilla del río; finalmente se halló el coche el 28 de diciembre y los cuerpos de Andoni (el 30) y Mikel (el 31). La tristeza por la pérdida de Oiarzabal hizo que Olano pasase las horas en solitario en una cabaña construida por él mismo en el monte. Los hermanos Ezquerra, que tenían un taller de reparaciones para bicis y motos, ayudaron a Olano a reincorporarse poco a poco al ciclismo, donde a partir de entonces dedicó sus triunfos a su amigo desaparecido.
En 1985 y 1986, en categoría cadete, corrió en el equipo Txalaparta. En 1985 se proclamó campeón de Guipúzcoa de ciclocrós; en su segundo año, 1986, fue subcampeón de España en dos modalidades: Kilómetro y Velocidad.
En 1987, en su primera temporada en categoría juvenil (júnior), corrió en el equipo Gure Txokoa. Ese año fue campeón de Euskadi en tres modalidades: Kilómetro, Velocidad y Persecución Olímpica; además, fue tercero en el Campeonato de España de Persecución Olímpica.
En 1988, en su segunda temporada júnior, en las filas del Incotel, fue campeón de España en tres disciplinas: Kilómetro, Velocidad y Persecución Olímpica (esta última junto a Etxegoien, Pérez y Juárez).
Durante su paso por las categorías inferiores Olano, además de por su palmarés, destacó por su fuerza y tesón en los entrenamientos.

#### Ciclismo amateur
Pasó al ciclismo aficionado en 1989 con el equipo Frinat-Cegasa, y ese mismo año fue subcampeón de España en dos modalidades: Kilómetro y Persecución Olímpica en categoría júnior. En el viaje a dichos campeonatos conoció a la que sería su esposa y consejera, Karmele Zubillaga.
En 1990 corrió en el equipo Seat ADO'92, integrado en el plan ADO y teniendo a la vista las pruebas de ciclismo en pista de los Juegos Olímpicos de Barcelona 1992, en las que no llegaría a participar.
En 1991, dejó el Kaiku y fichó por el equipo AVSA, para poder tener así mayor libertad. En su nuevo equipo coincidió con Roberto Laiseka. Fue un año exitoso para Olano, ya que ganó el Tour de Hainaut (donde, además de en la general, se impuso en el prólogo y la contrarreloj de la 8.ª etapa), el G. P. Cantabria, la Hendaya-Hernani, el G. P. Asteasu y la 5.ª etapa de la Vuelta a Zamora, además de ser tercero en el Campeonato de Euskadi de Contrarreloj por Equipos.
Durante su paso por el ciclismo amateur, y gracias a su horas de entrenamiento en el velódromo, Olano se había convertido en un competitivo contrarrelojista antes de pasar a profesionales.

### Ciclismo profesional

#### Debut

##### 1992: dificultades y primera victoria
Pasó a profesional en el año 1992, firmando con el equipo CHCS después de que los rumores sobre su peso y las dificultades que tenía para hacer frente a las etapas de montaña hicieran echarse atrás a varios directores de equipos profesionales que se habían interesado por él tras sus triunfos en el ciclismo amateur. Sin embargo, el equipo CHCS no llegó a fructificar (en lo que fue calificado como equipo fantasma), no recibiendo Olano sueldo alguno durante sus dos meses de estancia en la formación, teniendo que pagar él mismo sus gastos. Tras este episodio, su novia Karmele (con quien se casaría dos años después) le insistió para que bajara su peso, perdiendo 15,5 kilogramos en cinco años. La labor de apoyo de Karmele, subiéndole la moral y haciéndole creer en sí mismo, fue muy importante para Olano en un momento de incertidumbre para el corredor vasco.
Con la temporada ya iniciada, Olano tuvo que recalificarse como aficionado, corriendo en el Gurelesa (Kaiku) y ganando la Vuelta al Bidasoa, una de las vueltas por etapas más importantes del calendario amateur, en la que también ganó la primera etapa. Las otras victorias durante su retorno al ciclismo aficionado fueron la Prueba Lazkao, el G. P. Berriatua y la Prueba Loinaz.
Ese importante triunfo hizo que Miguel Moreno, director deportivo del equipo profesional Lotus-Festina, se fijara en él y le fichara para lo que restaba de temporada. Ese mismo año ganó la Clásica de Ordizia, carrera en la que tras aguantar con los mejores en la montaña (cediendo únicamente unos metros en la última ascensión, volviendo a enlazar en la bajada) pudo imponerse en los metros finales, logrando así su primera victoria como profesional en su primera temporada. Además, Olano ganó la clasificación de las metas volantes en la Euskal Bizikleta y la Clásica de San Sebastián.

##### 1993: aprendiendo en el CLAS

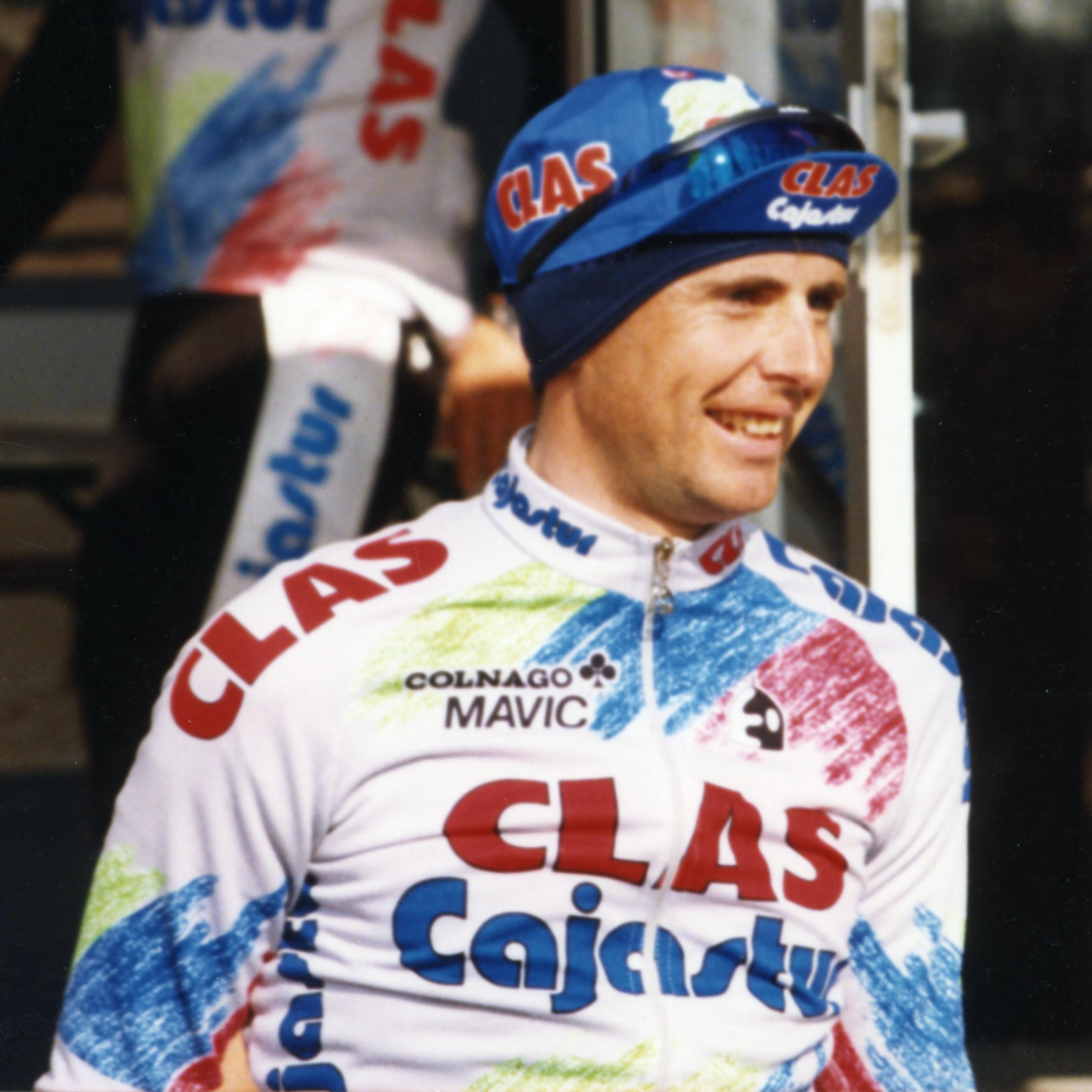
Tony Rominger, jefe de filas del equipo y amigo de Olano, con el maillot de 1993.

En 1993 pasó al equipo CLAS-Cajastur, dirigido por Juan Fernández y que tenía como jefe de filas al suizo Tony Rominger (de quien Olano se haría amigo), tras decidir que no continuaría en su anterior equipo. En una temporada de aprendizaje (su primera temporada completa como profesional), no logró victorias de etapa, aunque sí se impuso en la clasificación de metas volantes de la Vuelta al País Vasco, en su debut en la ronda vasca, que ganó Rominger. El de Anoeta no corrió la Vuelta a España disputada pocos días después, en la que Rominger triunfó ganando la clasificación general, la montaña, la regularidad y tres etapas.
Olano por su parte, fue segundo en la general del Trofeo Castilla y León (donde también logró varios buenos puestos en diversas etapas) y la Clásica de Zamudio, además de ser segundo en el Campeonato de Guipúzcoa de ciclocrós. Asimismo, participó en dos importantes clásicas, ambas consideradas monumentos del ciclismo: la Milán-San Remo (la classicissima) y la Lieja-Bastoña-Lieja (la clásica más antigua, en la que Rominger fue segundo).
En esta temporada Olano debutó en una gran vuelta al correr el Tour de Francia: tras ser 53.º en el prólogo (a 40" del ganador, Miguel Induráin), tuvo que abandonar en la 2.ª etapa como consecuencia de una caída. Esta circunstancia impidió a Olano participar en la contrarreloj por equipos de la 4.ª etapa, en la que se preveía que tuviera un papel importante para que el CLAS lograra un buen tiempo de cara a la general para su jefe de filas Tony Rominger. Sin Olano ni Arsenio González, el equipo partió con siete corredores y tuvo una mala actuación en la prueba, llegando solo los cinco ciclistas obligatorios en el bloque que marcó el tiempo en la línea de meta, tras el desfallecimiento de Iñaki Gastón y el pinchazo de Fede Etxabe (quien se enfrentó al equipo por no haberle esperado); además, la organización sumó un minuto extra al tiempo real marcado por el CLAS como castigo por darse impulsos empujando al sillín de quien tuviera que iniciar el relevo. A pesar de ello, Rominger terminó segundo en la general de la ronda gala, ganando también el maillot de la montaña y dos etapas.

#### Eclosión en el Mapei
Para 1994 el equipo CLAS en el que militaba (y por el que había renovado por dos temporadas) se integró en el Mapei, pasando gran parte de la plantilla del equipo asturiano (Olano y Tony Rominger incluidos) al nuevo equipo resultante: Mapei-CLAS ese primer año, y Mapei-GB las otras dos temporadas que corrió en la formación italiana. Durante su paso por el equipo del patrón Giorgio Squinzi coincidió, además de con Rominger, con destacados clasicómanos como Johan Museeuw, Tom Steels, Andrea Tafi y Frank Vandenbroucke.

##### 1994: doble Campeón de España y positivo por cafeína
En 1994 logró varios triunfos en los primeros meses, imponiéndose en la Vuelta a Asturias (donde también ganó la segunda etapa, la contrarreloj) y la Clásica de Alcobendas (tras ganar al esprint a Alberto Leanizbarrutia), además de ser segundo en el G. P. Navarra (años después rebautizado en honor a Induráin).
Su mejor momento de la temporada llegó cuando se proclamó Campeón de España tanto en ruta como en contrarreloj, sumando un histórico doblete en unos campeonatos disputados en Sabiñánigo.
Ese año corrió dos grandes vueltas. En la Vuelta a España que ganó su jefe de filas Tony Rominger, y que fue la primera gran vuelta que terminó, fue 20.º en la general, destacando su tercer puesto en la 20.ª etapa, una contrarreloj. En julio corrió el Tour de Francia, realizando un elogiado papel de gregario para Rominger hasta que el suizo abandonó; Olano fue 30.º en la general final en su primera llegada a la meta de París. También fue 5.º en el Campeonato del Mundo Contrarreloj, quedando a unos segundos del podio.
Olano ayudó a su compañero Rominger en la preparación del desafío de batir el Récord de la hora debido a su experiencia acumulada en el ciclismo en pista, retrasando su viaje de novios tras haberse casado con Karmele. El suizo logró finalmente completar ese mismo año su hazaña en dos ocasiones (el 22 de octubre y el 5 de noviembre) en el velódromo de Burdeos.
En la parte final de la temporada, sin embargo, dio positivo por cafeína en un control antidopaje realizado en la Volta a Cataluña, siéndole retirada la victoria de la primera etapa (contrarreloj) e impuesta una sanción de tres meses, que no obstante no alteró su carrera deportiva ya que el suceso tuvo lugar en el último tramo de la temporada y la suspensión se produjo durante los meses de invierno, en los que no había carreras ciclistas. La cafeína estaba prohibida en aquella época si excedía de unos niveles (considerándose positivo y por tanto dopaje); años después, en enero de 2004 la AMA la borró de la lista de sustancias dopantes (prohibidas para deportistas), permitiendo su uso libre.

##### 1995: Campeón del Mundo en ruta
En 1995, una fractura de clavícula como consecuencia de una caída durante la disputa de la Volta a Cataluña le obligó a permanecer parado durante un largo período, por lo que no pudo participar en el Tour de Francia, su gran ilusión ese año. El corredor guipuzcoano centró entonces sus objetivos a la parte final de la temporada: la Vuelta a España y los Campeonatos del Mundo. Olano podría participar en la ronda española gracias a que aquel año la Vuelta se celebraría en septiembre (en contraste con ediciones anteriores, disputadas en abril), dándole tiempo a recuperarse y preparar la carrera entrenándose en los Pirineos durante el mes de agosto. La concentración pireniaca, realizada bajo las órdenes del doctor Michele Ferrari, incluyó cuatro o cinco ascensos al Tourmalet y tres a Luz Ardiden.
En la Vuelta a España Olano ganó la etapa prólogo disputada en Zaragoza a una velocidad media de 53,5 km/h, imponiéndose a los corredores de la ONCE de Manolo Saiz (cuatro ciclistas entre los ocho primeros) y convirtiéndose así en el primer líder de la carrera. Tras mantenerse al frente en la primera etapa, en la segunda cedió el liderato después de que el Mapei no pudiera controlar una jornada en la que la ONCE fue protagonista por su trabajo en las fugas. Un día después Laurent Jalabert (ONCE) ganó la 3.ª etapa, con final en el alto del Naranco, vistiéndose el maillot amarillo de líder. El francés volvió a ganar en la 5.ª etapa, aumentando su ventaja en la general. Sin embargo, un día después tanto Jalabert como el resto de sus compañeros de la ONCE sufrieron una diarrea (achacada a los espaguetis a la boloñesa del hotel), al igual que otros ciclistas del pelotón; a Juan Fernández, director del Mapei de Olano, no se le ocurrió aprovechar esa circunstancia para atacar y ganar tiempo. Olano ganó la contrarreloj de Salamanca, aunque el tiempo recuperado en la general fue menor del esperado como consecuencia de una caída que le dejó a 6" de recuperar el liderato, pero que no obstante no le privó de la victoria de etapa. Sin embargo, un día después Jalabert logró una importante victoria de etapa en Ávila, llegando a meta en solitario y con una ventaja de más de cuatro minutos sobre el pelotón; con cinco minutos de renta en la general sobre su más inmediato perseguidor (Olano), la carrera quedó prácticamente sentenciada. Tras controlar a sus rivales en Sierra Nevada, Jalabert ganó dos etapas más (en Barcelona y Luz Ardiden), confirmando su superioridad y aumentando su ventaja en la general. Olano ganó la contrarreloj de Alcalá de Henares disputada en la penúltima jornada a una velocidad media de 50,3 km/h, aventajando en más de dos minutos a Jalabert, haciendo así un pleno de victorias en las tres etapas cronometradas. Finalmente Olano terminó la Vuelta segundo, a 4' 22" del francés, subiendo a un podio final de Madrid copado por el equipo ONCE: Jalabert ganó la general, la montaña y los puntos, Johan Bruyneel ocupó el tercer cajón y la ONCE ganó la clasificación por equipos. Tras su gran resultado en la Vuelta se confirmaba como una estrella emergente del pelotón, llegando además en gran forma a los Campeonatos del Mundo de ciclismo que se celebrarían poco después en Duitama (Colombia).[cita requerida]
El miércoles 4 de octubre se disputó el Campeonato del Mundo de Ciclismo Contrarreloj, en el que Olano fue segundo, solo superado en 49" por Miguel Induráin (pentacampeón del Tour de Francia y ganador con una media de 46,481 km/h, pese a que los favoritos afrontaron la crono con viento en contra), subiendo así al podio a recibir la medalla de plata de subcampeón del mundo contra el crono. Se dio la circunstancia de que tanto Induráin como Olano doblaron a sus respectivos predecesores al mismo tiempo. La actuación del guipuzcoano, que apenas había podido aclimatarse a la inusual altitud de la ciudad que albergaba la prueba, 2530 metros sobre el nivel del mar, le valió los elogios del propio Induráin. Tras el gran resultado cosechado, Olano quiso agradecer públicamente su esfuerzo a quienes le apoyaban desde su época de aficionado.
Su gran momento estaba no obstante por llegar, ya que el 8 de octubre se proclamó Campeón del Mundo de ciclismo en ruta al conseguir llegar en solitario a la meta del duro trazado colombiano (15 vueltas para un recorrido total de 265,5 kilómetros) tras más de siete horas de esfuerzo. Tras haber sufrido en vueltas anteriores, y siendo junto a Induráin uno de los dos corredores con libertad en carrera según había avanzado el seleccionador español José Grande, en la última vuelta lanzó un ataque al grupo de favoritos (en el que iban entre otros Induráin, Marco Pantani y Mauro Gianetti) en el llano previo a la subida. La dureza del ataque del guipuzcoano y la presencia en el grupo del teórico favorito al título Induráin y su decisión de no saltar a por Olano para realizar una labor de equipo controlando al resto de rivales le permitieron hacerse con una ventaja que pudo mantener en la dura subida a El Cogollo, a pesar de los intentos en el grupo trasero del escalador Pantani por alcanzarle. Tras coronar en solitario a pesar de unos calambres, se lanzó en unos últimos kilómetros favorables hacia la línea de meta, aunque la lluvia y el pinchazo de su rueda trasera a un kilómetro del final añadieron un tono épico a su victoria, subiendo a lo más alto de un podio en el que le acompañaron su compatriota Induráin (segundo tras imponerse en el esprint del grupo perseguidor) y Pantani. Este importante triunfo, que además de la medalla de oro le daba derecho a portar durante un año el preciado maillot arco iris de campeón del mundo, significó su consagración y le convirtió, con 25 años, en el primer ciclista español en lograr el título mundial. Olano e Induráin se fundieron en un abrazo antes de subir al podio y se elogiaron mutuamente: Olano agradeció especialmente la labor de Induráin, mientras que Induráin dijo que Olano se había merecido el triunfo.
Tras su exitosa temporada, fue tercero en la Bicicleta de Oro de ese año, por detrás de Jalabert e Induráin, primero y segundo respectivamente. Además, consideró la posibilidad de mudarse a Mónaco, al igual que lo había hecho su compañero de equipo Rominger, por las ventajas fiscales que ofrecía el Principado. Esa declaración de intenciones llevó al departamento de Hacienda de la Diputación Foral de Guipúzcoa a proponer al corredor un acuerdo sobre la cuantía de la retención a aplicar sobre el sueldo de Olano en caso de que siguiera manteniendo su residencia en Guipúzcoa. Finalmente Olano aceptó la oferta del director general de la Hacienda guipuzcoana, Víctor Bravo, que le había propuesto una retención del 35 %, inferior a la vigente en el resto de España (a excepción de Álava, Vizcaya y Navarra, que había actuado de manera similar con Induráin, y que como Guipúzcoa tenían transferidas las competencias relativas a la fiscalidad, aplicando una menor presión fiscal).
Sus buenos resultados hicieron que el equipo español Banesto, donde corría Induráin, se fijara en él. José Miguel Echávarri, patrón del Banesto, se reunió en un restaurante guipuzcoano con el propio Olano y Karmele (su mujer y representante). Estas conversaciones fueron descubiertas por la prensa, llegando a publicar el diario El Mundo que ya había acuerdo verbal para que Olano corriera las tres próximas temporadas (1996, 1997 y 1998) en el Banesto. La publicación en la prensa de estas informaciones rompió las negociaciones y Olano renovó finalmente por tres años con el Mapei.

##### 1996: podio en Giro y Olimpiadas
En 1996 lució el maillot arco iris de campeón del mundo, en una exitosa temporada en la que lograría evitar la llamada maldición del arcoíris. El corredor vasco inició la preparación de la temporada con una concentración en el diciembre anterior en Sudáfrica, con el doctor Michele Ferrari. Posteriormente se trasladó a Sierra Nevada, donde realizó varias series de entrenamientos subiendo el puerto granadino.
En mayo se impuso en el Tour de Romandía, prueba en la que además de la general ganó las dos etapas contrarreloj: el prólogo y la crono larga.

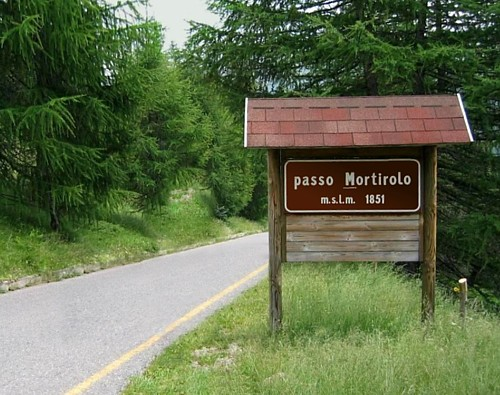
El Mortirolo, el duro puerto en el que Olano cedió la maglia rosa de líder del Giro.

Posteriormente fue tercero en el Giro de Italia disputado entre mayo y junio, en una edición con comienzo en Atenas y que, con una única etapa contrarreloj y etapas de alta montaña en la última semana, no presentaba un recorrido idóneo para sus características. Olano fue segundo en la única contrarreloj de la ronda italiana (a un segundo del ganador de la etapa, Berzin) quedando en la general a un solo segundo del líder, Pavel Tonkov, y en la siguiente etapa, con final en el puerto dolomítico de Paso Pordoi, logró alcanzar el liderato. Sin embargo, en la siguiente etapa (la última jornada de montaña disputada el penúltimo día) perdió la malgia rosa en las duras rampas del mítico Mortirolo, aunque consiguió ser tercero en la general y subir por tanto al podio final de Milán, junto al vencedor Tonkov y Enrico Zaina. La Gazzetta dello Sport, organizadora del Giro, alabó a Olano por su papel y su inteligencia táctica en una carrera en la que debutaba, a la vez que criticó al Mapei por no haber estado a la altura de su jefe de filas.
El 23 de junio fue subcampeón de España en ruta, al facilitar el triunfo a su amigo y compañero de equipo Manuel Fernández Ginés, quien logró así la mayor victoria de su carrera profesional.
Poco después, en julio, Olano corrió el Tour de Francia. En una edición dominada por Bjarne Riis (Telekom) y que presenció el final del pentacampeón Miguel Induráin (Banesto), Olano y Tony Rominger eran segundo y tercero en la general a falta de una única etapa de alta montaña, con final en Pamplona. Sin embargo, una decisión del equipo Mapei obligó a dos gregarios a atacar en contra de los intereses de los dos líderes en esa etapa, en una nefasta maniobra de su director Juan Fernández que sacó a Olano y Rominger del podio de los Campos Elíseos de París, en favor de Jan Ullrich (Telekom) y Richard Virenque (Festina), segundo y tercero respectivamente. Olano, tras ser tercero en la contrarreloj de la penúltima etapa, terminó noveno en la general, mientras que Rominger fue décimo.

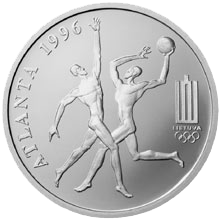
Insignia de plata de los Juegos Olímpicos de Atlanta 1996.

El 3 de agosto obtuvo la medalla de plata en la prueba de ruta contrarreloj de los Juegos Olímpicos de Atlanta tras una carrera en la que fue de menos a más, secundando en el podio a su compatriota Miguel Induráin, ganador de la prueba por 12" (quien se resarcía así de su decepcionante Tour), y al británico Chris Boardman (tercero).
El corredor puso fin a una larga y exigente temporada ganando en agosto la Vuelta a Galicia. El ciclista vasco logró imponerse en la ronda gallega gracias a su victoria en el segundo sector de la última etapa, una corta contrarreloj de 7,8 kilómetros en la que, con una velocidad media de 52 km/h, consiguió aventajar en 29" al hasta entonces líder Tchmil, ganando así la general con 5" sobre el ruso, considerado el ciclista más en forma de la carrera.
Ese año le fue otorgada la Medalla de Oro de la Real Orden del Mérito Deportivo.

#### Éxitos y tensiones en el Banesto
El 20 de octubre de 1996 anunció oficialmente que a partir de 1997 correría en el equipo español Banesto, dirigido por los navarros José Miguel Echávarri y Eusebio Unzué, después de obtener la operación el beneplácito de Giorgio Squinzi, propietario del Mapei con el que Olano tenía dos años más de contrato. En este cambio de equipo se llevó con él a Manolo Beltrán, Manuel Fernández Ginés y Miguel Ángel Peña, sus gregarios de confianza.
El hecho de que llegara para la primera temporada tras el adiós de Miguel Induráin (pentacampeón del Tour de Francia en 1991-1995) hizo que buena parte de los medios de comunicación le colocaran la responsabilidad de ser el heredero de Induráin, a pesar de que las características como ciclista del guipuzcoano eran diferentes a las del navarro.

##### 1997: rozando el podio del Tour
Bajo las órdenes de los doctores Ferrari y Arratibel llevó adelante un ambicioso plan para perder peso y poder estar así con los mejores en las etapas de montaña de la Grande Boucle de ese año. Dicho plan tenía como referencia a Bjarne Riis (Telekom), ganador de la última edición con solo 68 kg de peso para su 1,87 m de altura (4 % de grasa) bajo la supervisión del doctor Luigi Cecchini, aunque sin llegar al extremo del danés, ya que el objetivo en el caso de Olano era llegar al Tour con 66 kg para sus 1,82 m de altura (6 % de grasa). Este ambicioso plan alteró sus conductas de alimentación y le obligó a sacrificarse, debiendo salir a entrenar a la hora de comer y pasando hambre; incluso su mujer, Karmele, tuvo que dejar también de comer dulces para evitar tentaciones.
El 15 de febrero participó en las Seis Horas de Euskadi de 1997, celebradas en el velódromo de Anoeta, enfrentándose en un duelo a cuatro pruebas al también contrarrelojista Chris Boardman con un empate (2-2) como resultado final. Esa edición, en la que Olano vistió su nuevo maillot del Banesto, sirvió para homenajear al recientemente retirado Miguel Induráin, el hasta entonces jefe de filas del equipo, acudiendo al evento exciclistas coetáneos de Induráin como Bernard Hinault, Marino Lejarreta y Julián Gorospe.
Centrado en el Tour, afinó su puesta a punto ganando la Euskal Bizikleta en casa a finales mayo. Poco después, ya en junio, ganó la etapa reina de la Dauphiné Libéré (en la que se ascendieron Vars e Izoard, en una etapa prácticamente idéntica a la ganada por Miguel Induráin un año antes) tras ceder 33" en la cima, enlazando en la bajada con Udo Bölts, Michael Boogerd y Jean-Cyril Robin e imponiéndose a ellos en el esprint, convirtiéndose asimismo en líder de la general; no obstante, en la siguiente y última etapa sufrió una caída en el descenso de Porté que le hizo perder el maillot de líder, que fue a parar a Bölts, finalizando segundo en la general.
En el Tour de Francia fue uno de los hombres destacados, ganando una etapa contrarreloj y luchando por entrar en el podio. Sin embargo, el objetivo no pudo ser culminado y terminó cuarto en la general, por detrás de Jan Ullrich, Richard Virenque y Marco Pantani. Olano no pudo aguantar junto a ellos en las duras ascensiones de la ronda gala, primero en los Pirineos (especialmente en Ordino-Arcalís), de los que no obstante salió como tercero en la general, y posteriormente y sobre todo en los Alpes, donde perdió tiempo en las tres etapas consecutivas, con finales en Alpe d'Huez, Courchevel, y Morzine. Aunque se desquitó ganando la larga contrarreloj disputada en Disneyland París en la penúltima etapa a una media de 49,7 km/h, no fue suficiente para alcanzar a Pantani, terminando en la general a 1' 52" del ansiado podio de los Campos Elíseos. A su regreso de la carrera, el ciclista y su director coincidieron en realizar una valoración positiva tras el triunfo de etapa en la crono y el cuarto puesto en la general, en una edición con mucha montaña, y por tanto poco propicia para las características del ciclista vasco.
Tras la dura ronda gala, se presentó en la Vuelta a España señalado como uno de los grandes favoritos a la victoria. Sin embargo, en la primera jornada de montaña (la 6.ª etapa, con final en Granada) tanto Olano como sus compañeros del Banesto (Jiménez y Casero incluidos) se mostraron incapaces de aguantar el ritmo marcado por una ONCE comandada por Alex Zülle y Laurent Jalabert (quien se vistió de líder), cediendo dos minutos en meta. En la siguiente etapa Olano abandonó la carrera sin que el equipo pudiera explicarse su mal momento («no voy ni en el llano, es imposible», llegó a confesar Olano a los periodistas), ya que había descansado y ofrecido buenas sensaciones y resultados en las pruebas previas a la Vuelta, aunque el propio Olano sugirió su desvinculación del doctor Ferrari antes del Tour de ese año (poco después de fichar por el Banesto) como posible causa.
Olano fue sometido a diversos exámenes médicos, que concluyeron que el ciclista sufría un problema de sobreentrenamiento, así como una amigdalitis y una infección vírica. El ciclista, acompañado por su mujer Karmele, su médico (el doctor Arratibel) y sus directores Echávarri y Unzué, realizó una simulación de competición en San Sebastián el 1 de octubre para decidir si participaría o no en el Campeonato del Mundo contrarreloj, que se celebraba el 9 de octubre en la capital guipuzcoana ante la afición de Olano y era uno de los objetivos de la temporada. Sin embargo, las malas sensaciones experimentadas en el tramo más duro del circuito hicieron que finalmente renunciara a participar en el Mundial, dando por concluida la temporada. Con las ausencias de Ullrich y Olano, más los dos pinchazos sufridos por el favorito Zülle, fue Jalabert quien ganó la prueba y se proclamó campeón del mundo de la modalidad.

##### 1998: Vuelta a España, Campeón del Mundo y adiós
El 7 de febrero de 1998, durante las Seis Horas de Euskadi celebradas en el velódromo de Anoeta, disputó un duelo con el maratoniano Martín Fiz, Campeón del Mundo de su especialidad en 1995 (al igual que él mismo). El enfrentamiento consistía en conocer quién completaba en menos tiempo su objetivo: cuatro vueltas por el exterior de la pista Olano o dos vueltas por el interior Fiz. Olano, con un tiempo de 1' 21", se impuso por 5" gracias a una veloz salida, aunque el evento quedó marcado por un error de cálculo de Fiz, quien dio tres vueltas en lugar de dos.
Ese año, con la mente puesta en el Tour (su gran objetivo, al que acudiría como jefe de filas), realizó una preparación más tranquila: fue un mes de vacaciones a Estados Unidos con su mujer (visitando las cataratas del Niágara, Washington D. C. y Filadelfia) y corrió menos carreras antes de la gran cita del año. Sin embargo, pese a la calma en la preparación, no fue una época fácil para Olano, ya que tuvo que pasar por el quirófano para operarse de las amígdalas. Su calendario de preparación parecía ir por buen camino con sus triunfos en la Vuelta a La Rioja y la Euskal Bizikleta, aunque surgieron ciertas dudas en la Volta a Cataluña tras quedarse descolgado en las etapas de montaña. Poco antes de partir a Dublín, donde empezaba ese año el Tour, se proclamó Campeón de España Contrarreloj,
En el Tour de Francia tuvo un buen inicio al ser segundo en el prólogo. En la larga contrarreloj de 54 kilómetros de la 7.ª etapa aspiraba a enfundarse el maillot amarillo, pero terminó sexto cediendo 2' 13" respecto al ganador y nuevo líder Jan Ullrich, En la primera etapa de alta montaña, desarrollada en los Pirineos, sufrió una caída bajando el Aubisque (penúltimo puerto de la jornada); Olano logró reintegrarse en el grupo de favoritos, cediendo en el ascenso al Peyresourde y llegando a la meta de Luchon a 1' 22" de Pantani (quien a pesar de no ganar la etapa destacó como el mejor escalador entre los favoritos) y a 59" del nuevo líder Ullrich, situándose sexto en la general. A su llegada a meta, con la cadera derecha ensangrentada, Olano relató que había tenido que correr de lado tras la caída, mostrándose asimismo más preocuopado por las posibles secuelas posteriores de la caída que por el tiempo cedido. En la siguiente etapa pireniaca se retiró en torno al kilómetro 100, tras haber subido tres puertos, aquejado de fuertes dolores (presentes cuando pedaleaba sentado y muy intensos al hacerlo de pie) consecuencia de la caída sufrida el día anterior.
Siete días después se retiró de la ronda gala el Banesto al completo, al igual que el resto de equipos españoles (ONCE, Kelme y Vitalicio Seguros), en una desbandada orquestada por Manolo Saiz (director de la ONCE, que anunció la retirada del equipo pocos minutos antes de que la organización ordenara su expulsión) como medida de protesta por las investigaciones antidopaje de las autoridades francesas. Las investigaciones antidopaje, que incluyeron la detención de ciclistas y responsables del Festina, registros en los hoteles de los equipos y la detención de Nicolás Terrados (médico de la ONCE de Saiz), provocaron un escándalo, conocido como caso Festina, que hizo que aquella edición de la Grande Boucle que ganó Pantani fuera conocida como el Tour de Dopage.[cita requerida]
Olano ganó la clasificación general de la Vuelta a España disputada en septiembre, para la que se había preparado con mimo durante el mes de agosto. El guipuzcoano tuvo un buen rendimiento en la primera jornada importante, la 6.ª etapa con final en Xorret de Catí, llegando a meta junto a otros favoritos de la general como Alex Zülle, Laurent Jalabert y Fernando Escartín, en una etapa en la que ganó y se puso de líder el Chava Jiménez, su compañero del Banesto. Tres días después Olano ganó la primera contrarreloj de esa Vuelta, disputada en Alcudia, situándose como nuevo líder de la general. El corredor vasco soportó los constantes ataques del Kelme (Escartín, Heras, Rubiera y Serrano) y mantuvo el maillot amarillo durante las tres etapas pirenaicas, de las que Jiménez ganó las dos primeras (la tercera la ganó el veterano Gianni Bugno, a punto de retirarse del ciclismo profesional). En la 16.ª etapa, cuando todos los favoritos iban agrupados y él aguardaba posibles ataques de sus rivales, fue su compañero de equipo el Chava Jiménez quien atacó en la subida a Lagunas de Neila (en cuya cima concluía la etapa); el Chava ganó la etapa y Olano perdió algo de tiempo respecto a otros favoritos (como Jalabert y Escartín), aunque conservó el liderato. La maniobra del Chava fue criticada por Karmele (esposa y agente de Olano) en unas declaraciones realizadas a José María García en la Cadena COPE, al entender que con su ataque Jiménez había puesto en peligro el maillot amarillo de Olano (y, por tanto, el triunfo de la general). Tras este hecho, Jiménez dijo que «lo que tiene que hacer [Karmele] es callarse» y aseguró sentirse muy dolido por sus críticas, al mismo tiempo que aseguró no entender que «en un matrimonio, la mujer diga una cosa y el marido otra». El director del Banesto, José Miguel Echávarri, apoyó al Chava y aseguró que había autorizado su ataque, mientras que Olano dijo que las cosas habían salido bien para todos en esa etapa, aunque apuntó que no sabía si el ataque de Jiménez había sido en el momento adecuado. En lo estrictamente deportivo, Olano siguió de líder durante varias jornadas tranquilas y aguantó el maillot amarillo en la primera de las dos etapas montañosas restantes, con final en Segovia. Un día después, en la última etapa con final en alto (en Navacerrada concretamente), Zitchenko ganó la etapa y Jiménez se colocó primero en la general, desbancando a un Olano que logró no obstante subir con un buen ritmo y no ceder mucho tiempo respecto a los escaladores (principalmente Escartín) con los que debería luchar un día después por la general, en un terreno (la contrarreloj) propicio para Olano. En esa crono de 39 kilómetros disputada en Fuenlabrada Olano volvió a superar al Chava y a Escartín y recuperó así el liderato en la general, mientras que la victoria de etapa correspondió a Zülle por un solo segundo, en una jornada en la que los tres primeros (Zülle, Olano y Armstrong, cuarto en la clasificación general) rodaron a una velocidad media superior a los 50 km/h. Tras la disputa de la última etapa, sin consecuencias en la general, Olano subió a lo alto del podio del Paseo de la Castellana para enfundarse el maillot amarillo de ganador, secundado en el podio final por Escartín y Jiménez, segundo y tercero respectivamente. El corredor vasco quiso dedicar ese triunfo a su mujer (por lo que habían pasado los dos en la última semana, bajo una gran presión mediática) y a su bebé, y se convirtió asimismo en el primer ciclista del equipo en ganar una gran vuelta desde la época de Miguel Induráin (y en el primero en la Vuelta desde Pedro Delgado, en 1989). Sin embargo, la relación entre los gestores (favorables a Jiménez) y Olano se enfrió aún más, y el ambiente del equipo al finalizar la ronda española fue descrita por sus propios integrantes como «de funeral», en contraste con la alegría que cabía esperar tras el triunfo en la Vuelta a España; pasarían once años hasta que otro corredor de la estructura Echávarri/Unzué ganara otra Vuelta.
El 8 de octubre Olano se proclamó Campeón del Mundo de Ciclismo Contrarreloj, convirtiéndose en el primer ciclista de la historia que había logrado ser Campeón del Mundo masculino tanto en ruta (1995) como en contrarreloj (1998), siguiendo los pasos de la ciclista Jeannie Longo que lo había logrado en 1995. Mientras Olano disputaba la prueba el jefe de prensa del Banesto se quedó dormido en la grada, evidenciando el divorcio deportivo entre ambas partes. Los fuertes dolores de su gemelo izquierdo, ya existentes antes de la carrera y que condicionaron su celebración en el podio, llevaron a Olano a renunciar a tomar parte en la prueba en ruta del domingo.
Poco después de que anunciara su fichaje por la ONCE de Manolo Saiz (rival histórico de su hasta entonces equipo), el Banesto fichó a Alex Zülle, un jefe de filas contrarrelojista de similares características a Olano, hecho que el propio Olano calificaría como «extraño».

#### En la ONCE de Manolo Saiz
Para 1999 fichó por la ONCE de Manolo Saiz. Las negociaciones se prolongaron más de lo previsto debido a algunas diferencias sobre la forma de cobro. En España había dos comunidades autónomas con un régimen fiscal diferenciado, al estar transferidas las competencias en dicha materia de acuerdo con la Constitución Española de 1978: el País Vasco (a través de la Diputación Foral de cada provincia, según el Concierto Económico) y la Comunidad Foral de Navarra (según el Amejoramiento del Fuero). Olano pedía que la retención sobre su salario se hicieran sobre la base de la normativa fiscal de la Diputación Foral de Guipúzcoa (su lugar de nacimiento y residencia), que al igual que en las otras provincias con las competencias de fiscalidad transferidas era menor que en el resto de provincias españolas (donde tenía su sede social el equipo ciclista ONCE).
La firma definitiva del acuerdo se produjo en Madrid el 16 de diciembre (día del 60.º aniversario de la ONCE), en una reunión en la que tomaron parte José Antonio Montero (secretario general), Manolo Saiz (director deportivo), Karmele Zubillaga (esposa y agente del ciclista) y el propio Olano. El corredor vasco, quien se confesó tranquilo después de una mala semana por los constantes rumores sobre la negociación, apuntó que siempre le había gustado la forma de trabajar de Manolo Saiz, y que a partir de entonces podría ver qué era capaz de hacer Saiz con su cuerpo. El corredor se mostró asimismo feliz de entrar a formar parte de una gran familia.

##### 1999: sexto en el Tour, abandono por fisura en la Vuelta
El 6 de febrero participó en la edición de 1999 de las Seis Horas de Euskadi, un espectáculo deportivo celebrado en el velódromo de Anoeta, y en el que se enfrentó al esprínter Mario Cipollini (Saeco) en un duelo con una prueba de velocidad pura, un esprint de 200 metros con salida lanzada y una prueba persecución de diez vueltas. La cita, además de ser la primera ocasión en la que lucía en público su nuevo maillot de la ONCE, incluyó un homenaje a Gianni Bugno al que asistió también Claudio Chiappucci. El enfrentamiento con Cipollini se saldó con triunfo del italiano (2-1), al ganar este las dos pruebas de velocidad y Olano la de persecución.
El 16 de marzo, cuando se encontraba disputando la Tirreno-Adriático, los carabinieri le hicieron llegar al hotel una citación del fiscal italiano Giovanni Spinosa para declarar sobre su relación con el controvertido médico Michele Ferrari, sospechoso de dopaje (considerado como delito por la legislación italiana bajo el nombre de «fraude deportivo»). La citación se debía a que Ferrari había sido médico de Olano durante su pertenencia al equipo Mapei y en sus primeros meses en el Banesto. Olano acudió a declarar ante el fiscal Spinosa al cuartel de los carabinieri en Bolonia el 18 de marzo, donde fue interrogado durante dos horas, en presencia de un traductor y su director Manolo Saiz. Olano, que había sido citado en calidad de «persona informada de los hechos», afirmó que Ferrari había sido su médico personal en el pasado y que le había asesorado sobre la alimentación y los entrenamientos. Los agentes le preguntaron sobre el significado de unos asteriscos que figuraban en las hojas de planificación para el corredor elaboradas por el doctor Ferrari, y que también figuraban en calendarios de preparación de otros clientes del médico italiano. Olano dijo desconocer qué significaban los asteriscos, aunque dijo que podían corresponder a días de «entrenamiento intensivo». Otros clientes del doctor Ferrari interrogados, como Paolo Savoldelli, Ivan Gotti, Alessandro Bertolini, Pável Tonkov y Axel Merckx, habían señalado con anterioridad que el asterisco significaba una proposición del doctor al cliente para tomar EPO, una propuesta que todos ellos habrían rechazado según su declaración.
Ese año estuvo a punto de no poder disputar el Tour de Francia por el veto de la organización de la ronda gala a la ONCE tras los excesos verbales de su director Manolo Saiz en la anterior edición, en la que tras ser detenido el médico del equipo por las autoridades francesas impulsó la retirada de la carrera de todos los equipos españoles, afirmando asimismo que le daba «asco» la ronda gala y que con su boicot le habían metido «un dedito por el culo». Sin embargo la UCI presidida por Hein Verbruggen, amigo de Saiz, obligó a los organizadores a admitir a Saiz y a su equipo, por lo que finalmente Olano y sus compañeros pudieron tomar parte en la Grande Boucle aunque fuera en contra del deseo de los organizadores, que habían tachado de «indeseable» a Saiz y calificado como «insultante» su comportamiento en la edición anterior.
Ya en el plano deportivo, su participación en la Grande Boucle se saldó con un 6.º puesto en la general final. En una ronda en la que no participaron los dos últimos ganadores Marco Pantani y Jan Ullrich, Olano parecía antes de que empezara la carrera uno de los aspirantes a ocupar uno de los tres puestos de podio, aunque llegaba con ciertas dudas por sus pocos días de competición (especialmente de montaña) y una actuación decepcionante en la reciente Volta a Cataluña. Empezó la carrera siendo tercero en el prólogo de Puy du Fou, solo superado por los resurgidos Lance Armstrong (que volvía tras haber superado un cáncer de testículo) y de Alex Zülle (de vuelta tras su sanción de dopaje por el caso Festina del último Tour), En la segunda etapa, cuando el pelotón atravesaba el Passe de Gois, un estrecho paso costero cubierto por el Atlántico 18 de las 24 horas del día y con una superficie muy resbaladiza, varios corredores se fueron al suelo y el pelotón quedó fracturado, situación que fue aprovechada por la ONCE (ya advertida por Olano de la importancia que podía tener dicho paso) y otros equipos para tirar en los kilómetros restantes del grupo cabecero formado por los ciclistas que habían sorteado el suceso (en el que además de Olano estaban también Armstrong, Escartín y Virenque) y endosar en la meta de Saint-Nazaire más de seis minutos a Zülle (que había quedado cortado en Gois, al igual que Gotti y Boogerd), dejando al suizo prácticamente sin opciones de ganar la carrera. Sin embargo, en la contrarreloj de Metz (56,5 km) un impresionante Armstrong fue claramente superior al resto y Olano solo pudo ser cuarto a 2' 22" en su especialidad, alejándose hasta 2' 33" en la general comandada por el texano. Olano, único favorito que no había inspeccionado el recorrido previamente al considerar su director Saiz que se trataba de «una pérdida de tiempo y un desgaste excesivos», sufrió una caída en una curva, fue doblado por Amstrong y reconoció sentirse decepcionado, con las etapas de montaña (su punto débil) aún por llegar. En las siguientes etapas de alta montaña de los Alpes con final en Sestriere y Alpe d'Huez cedió cinco minutos, pero gracias a su renta previa logró mantener su segundo puesto en la general. Fue por el contrario en los Pirineos donde perdió sus opciones de podio, ya que en la primera etapa pirenaica (y última de ese Tour con final en alto, en Piau-Engaly) perdió muchos minutos, cediendo tiempo también un día después en la despedida pirenaica con la tradicional llegada a Pau tras pasar Aspin, Tourmalet, Soulor y Aubisque. En la contrarreloj de la penúltima etapa en Futuroscope, físicamente agotado, fue sexto a en una de las peores jornadas contra el crono de su carrera. Finalizó también sexto en la general, a 16' 47" del ganador Armstrong y a 6' 21" del podio logrado por el tercer clasificado Escartín, y con la sensación de no haber rendido a la altura de las expectativas ni en la montaña (su histórico talón de Aquiles) ni en la contrarreloj (su especialidad).
Se presentó a la Vuelta a España, como uno de los favoritos para ganar la general y revalidar su triunfo del año pasado, junto a otros candidatos como Alex Zülle, Jan Ullrich (quien no había podido correr el Tour por una lesión, tras haberlo ganado dos años antes), Pável Tonkov y Fernando Escartín, en una edición en la que la ronda española estrenaba el maillot oro para designar al ganador de la general, en sustitución del amarillo. Olano empezó la carrera siendo segundo en el prólogo, a un solo segundo del ganador y tras haber resultado perjudicado por la llovizna caída sobre Murcia cuando corrían los favoritos. Alcanzó el liderato en la 6.ª etapa. Durante sus días de líder ganó una etapa contrarreloj (batiendo a rivales como Ullrich) y logró mantener el maillot oro (aunque perdiendo tiempo) el día que se disputó por primera vez una etapa con final en el inédito y durísimo alto del Angliru, un puerto nada apropiado para sus características. Tras siete días como líder, perdió el maillot oro en la etapa con final en la subida a Arcalis (Andorra), entre fuertes dolores. Un examen radiológico descubrió entonces que sufría una fisura en una costilla desde la etapa del Angliru, que explicaba las intensas molestias sufridas por Olano (y pese a las cuales había logrado mantenerse de líder varios días), por lo que abandonó la carrera, que finalmente ganó Ullrich.[cita requerida]
Su lesión le impidió participar en el Campeonato del Mundo de Verona, por lo que no pudo correr para revalidar su título de campeón del mundo contra el crono. La ausencia de Armstrong y Olano dejó como claro favorito a Ullrich, quien hizo bueno los pronósticos y sucedió a Olano en el palmarés.

##### 2000: éxitos en primavera, decepciones en verano
En 2000, tras su primer invierno siguiendo los planes de entrenamiento de Manolo Saiz, ganó dos importantes pruebas en primavera. En marzo ganó una de las vueltas por etapas de una semana más prestigiosas, la Tirreno-Adriático: tras alcanzar el maillot de líder con una victoria contrarreloj a una velocidad media de más de 50 km/h sobre un recorrido de 26,5 km llanos en Ascoli Piceno, logró mantener el liderato en la dura etapa montañosa que ganó Michael Boogerd. Este triunfo, culminado en lo alto del podio final el 15 de marzo, era inusual en Olano, acostumbrado hasta entonces a centrar su temporada en las carreras veraniegas (el Tour, sobre todo, y también la Vuelta), y suponía su integración en la filosofía de competición impuesta por Saiz en la ONCE: luchar por las victorias desde el inicio de la temporada.
Poco después, también en el mes de marzo, ganó el Critérium Internacional: en la primera etapa perdió a cinco gregarios que llegaron fuera de control en una jornada de mal tiempo, pero al día siguiente se situó líder en la general al ser cuarto en el exigente sector matinal que ganó Piepoli (con final en alto, en Gourette, a media subida del Aubisque) por lo que en el definitivo sector vespertino, una contrarreloj en la que además de ser especialista contaba con las referencias, pudo correr sin arriesgar (siendo la victoria parcial para Brochard), asegurándose el triunfo en la general. Un feliz Olano describió su sucesión de victorias como el mejor momento desde su debut como ciclista profesional en 1992.
Ese año corrió dos grandes vueltas. En el Tour de Francia no logró prestaciones relevantes, finalizando en la 34.ª posición en la clasificación general. Su participación empezó con un mal papel en la contrarreloj inicial de Futuroscope, aunque dijo no sentirse extrañado por el tiempo que llevaba sin competir. Su actuación en la crono inaugural, la peor de todas sus participaciones hasta entonces en la Grande Boucle, hizo que la preparación diseñada para Olano por su director Saiz fuera cuestionada. Tres días después el equipo ganó la contrarreloj por equipos, que retornaba a la ronda francesa cinco años después, situándose cuarto en la general provisional comandada por su compañero de equipo Laurent Jalabert. Sin embargo, perdió mucho tiempo respecto a los hombres fuertes de la carrera en las etapas de alta montaña que se sucedieron en los Pirineos (una única etapa con Marie-Blanque, Aubisque y Hautacam, y tras la cual cedía ya 7' 15" respecto al nuevo y finalmente definitivo maillot amarillo Lance Armstrong), Mont Ventoux y Alpes. Olano, tras ser decimosegundo en la contrarreloj de 58,5 kilómetros de la antepenúltima etapa (a 4' 36" del ganador y líder Armstrong), terminó 34.º en la general, a casi una hora y veinte minutos del estadounidense.
En la Vuelta a España ganó la contrarreloj de Tarragona venciendo a especialistas como Jan Ullrich (Telekom) y Alex Zülle (Banesto), resultado que le sirvió para colocarse como líder de la general. En la siguiente etapa (primera etapa pirenaica), sin embargo, cedió el maillot oro de líder, que finalmente fue para Roberto Heras (Kelme). En la crono final de 38,6 kilómetros disputada el último día en Madrid Olano fue tercero, a 1' 01" del ganador, su compañero de equipo en la ONCE Santos González. Su posición final en la clasificación general fue el 19.º puesto, a 25' 19" de Heras.
Tras una cargada temporada con 40 000 kilómetros recorridos, participó en los Juegos Olímpicos de Sídney (sus segundos JJ. OO.). Sin embargo, en esta ocasión no pudo subir al podio al terminar cuarto en la prueba contrarreloj disputada el 30 de septiembre, superado por Ekimov (oro), Ullrich (plata) y Armstrong (bronce) y quedando así a 17" de las medallas (teniendo que conformarse con un diploma olímpico). Olano lamentó no haber realizado una planificación diferente, más enfocada a la cita olímpica, y confesó que el cuarto lugar era «un puesto triste». Tres días antes había participado en la prueba olímpica de ruta (obligatoria para todos los participantes en la crono), en la que tras meterse en la escapada buena no pudo aguantar en la subida al repecho del circuito por su limitado estado físico, finalizando en un discreto 60.º puesto una carrera en la que tres hombres del Telekom coparon el podio: Ullrich (oro), Vinokourov  (plata) y Klöden (bronce).

##### 2001: segundo podio en el Giro
En 2001, con el Giro como gran objetivo, entrenó en Sierra Nevada (a 2200 metros de altitud) hasta completar unos 2500 kilómetros de entrenamiento, bajo las órdenes de Manolo Saiz. Poco después, y afinando su puesta a punto para la ronda italiana, triunfó en la Clásica de Alcobendas, confirmando que se presentaba al Giro más fino y con mejores expectativas para superar las etapas de alta montaña.
Ese año logró ser segundo en la general del Giro de Italia, subiendo así al podio final de Milán por segunda vez en su carrera deportiva, esta vez en compañía de la maglia rosa Gilberto Simoni (Lampre) y del tercer clasificado, Unai Osa (iBanesto.com). Olano empezó el Giro con un décimo puesto en el prólogo de Pescara, siendo así el mejor de los favoritos y uno de los cuatro ciclistas que la ONCE situó entre los diez primeros en la jornada inaugural, Un día después se vivió una jornada caótica marcada por las constantes caídas en el peligroso descenso de Chietti a meta, y de la que Olano salió indemne y con sus posibilidades reforzadas tras el abandono de Francesco Casagrande, defendiéndose bien días después en la primera irrupción de la montaña. En la reedición de la etapa dolomítica de alta montaña que le dio la maglia rosa en 1996 (con Pordoi, Marmolada y meta en Pordoi), Olano cedió tres minutos respecto al nuevo líder Simoni, que confirmó los pronósticos que le señalaban al ser el mejor escalador en carrera, y el más fuerte y máximo favorito a la victoria final junto a su compatriota Dario Frigo (Fassa Bortolo). En la única contrarreloj larga de ese Giro fue tercero, a más de un minuto de un Frigo que se confirmaba como la única alternativa a Simoni), situándose tercero en la general a más de cuatro minutos de los dos italianos y con 40" de margen respecto al cuarto clasificado y principal rival para lograr mantenerse en el podio, Unai Osa, a quien a priori beneficiaba no obstante una última semana montañosa. Sin embargo, esa edición de la ronda italiana se vio marcada por la Redada de San Remo, una operación antidopaje desarrollada por los Carabinieri el día previo a la etapa reina, y que se saldó con 200 envases de medicamentos requisados (incluyendo diversas sustancias dopantes) y el hallazgo de minilaboratorios y jeringuillas (algunas usadas) durante los registros a los hoteles donde se alojaban los equipos. A la mañana siguiente los corredores, reunidos en asamblea, decidieron no correr la etapa de ese día (la jornada reina con final en Santa Anna di Vinadio) en señal de protesta, al sentirse indignados con la redada de la noche anterior. Un día después se conoció que la policía había requisado durante la investigación una bolsa con sustancias dopantes al segundo clasificado Frigo, quien confesó y fue apartado de la carrera por su equipo, subiendo Olano y Osa al segundo y tercer puestos de la general respectivamente. En la penúltima etapa Simoni se exhibió y endosó tres minutos más a Olano, quien cumplió su objetivo de mantener el segundo puesto al llegar en el mismo grupo que Osa. De esta forma Olano subió al segundo escalón del podio final de Milán, en el que Simoni subió a lo más alto con una ventaja (7' 31") sin parangón desde los tiempos de Eddy Merckx (en 1973).
La idea de Olano era tratar de conseguir el récord de la hora en el velódromo de Anoeta, con el apoyo de su afición, el sábado 17 de junio, apenas siete días después de subir al podio del Giro. El estado de forma del ciclista tras un esfuerzo continuado de tres semanas planteaba dudas sobre su condición física para afrontar con éxito el reto de batir el récord vigente de Chris Boardman (49,441 kilómetros). El 13 de junio acudió al velódromo guipuzcoano para realizar las primeras pruebas, aguantando ocho minutos en tiempo de récord tras una salida lanzada. Sin embargo, el 14 de junio solo pudo completar seis minutos en tiempo de récord, en una jornada en la que entrenó durante 1h 40' entre series, rodillo y tras moto, y para la que el plan inicial era rodar cuarenta minutos en la pista. Debido a ello, Olano decidió renunciar por el momento al asalto del récord de la hora, sobre la base de «los resultados de las pruebas fisiológicas y la relación entre el ácido láctico y la frecuencia cardíaca», sin renunciar a intentarlo en un futuro próximo.
Ese año no participó en el Tour de Francia. Poco después, en agosto, los ciclistas de la ONCE (incluido Olano) que participarían en la Vuelta a España realizaron una concentración en altura en Navacerrada. La ONCE se presentó en la Vuelta con hasta tres posibles líderes (Galdeano, Beloki y Olano), aunque en el caso de Olano el objetivo consistía más en ganar la contrarreloj inicial y ser el primer líder que en luchar por la general. Sin embargo, Olano fue decimosegundo en esa crono de 12 kilómetros disputada por las calles de Salamanca, a 31" del ganador David Millar (Cofidis), en un día en que los tres líderes de la ONCE rindieron por debajo de lo esperado como consecuencia de las precauciones que tomaron a la hora de trazar las curvas después de que su compañero Marcos Serrano se fracturara la clavícula. Olano pasó entonces a desempeñar una labor de equipo en favor de Beloki y Galdeano, pero la contrarreloj disputada en Torrelavega (precisamente el pueblo de Manolo Saiz, y para la que tenía grandes ambiciones) arrojó pobres resultados para todos los integrantes del equipo amarillo. Olano terminó la Vuelta en un discreto 64.º lugar, mientras que tanto Beloki (quien perdió el liderato tras hundirse en Envalira) como Galdeano no acabaron la carrera por un virus.

##### 2002: epílogo con triunfos de equipo
En 2002, el 30 de junio fue segundo en el Campeonato de España en Ruta, tras haber decidido el día anterior que se retiraría al finalizar la temporada. El corredor hizo público dicho anuncio el 2 de julio mediante un comunicado, en el que explicaba que empezaba a tener dificultades para motivarse y salir a entrenar en solitario, método en el que según él mismo explicó basaba su preparación.
Poco después corrió su último Tour de Francia, que empezó el 6 de julio. En su última participación en la Grande Boucle colaboró en la victoria de la ONCE en la contrarreloj por equipos de la cuarta etapa, que colocó de maillot amarillo a su compañero Igor González de Galdeano. Olano, tras realizar una labor de equipo en favor del jefe de filas Joseba Beloki (segundo al final), logró terminar su último Tour llegando a la meta de los Campos Elíseos de París, donde pudo subir por primera vez al podio junto a sus compañeros para despedirse de la ronda gala al ganar ONCE-Eroski la clasificación por equipos.
Se retiró al finalizar la temporada «alegre, porque, con 32 años, quizás sea veterano para la vida en bicicleta, pero para la vida importante, para la familia, para todo, soy joven».
El 23 de enero de 2003 fue galardonado con el Premio Euskadi al Deporte 2002 por el lehendakari Juan José Ibarretxe, en el apartado referido a la «Imagen vasca en el deporte».

### Tras la retirada

#### Relación con el ciclismo
En 2003 obtuvo el título de director nacional en León, junto a Odriozola, Laiseka, González Arrieta, Artetxe, Álvaro González de Galdeano, Arrieta o Chente García Acosta entre otros. Ese mismo año, el 8 de diciembre, acudió a El Barraco al funeral de Chava Jiménez, su rival años atrás, fallecido de un paro cardíaco.
Fue el director técnico de la Vuelta a España desde 2004 hasta 2013, siendo así uno de los encargados del diseño del recorrido de la misma. Olano también asiste a diversos actos en apoyo del ciclismo de base.
Ha participado en tres ediciones de la Titan Desert (2007, 2009 y 2010), siendo cuarto en la segunda de ellas. También ha corrido en alguna prueba de maratón, logrando su mejor tiempo (2h 39' 08") en San Sebastián en 2006.

#### Otras actividades
En 2003, ante el cierre judicial del diario Euskaldunon Egunkaria (único diario editado íntegramente en euskera), fue uno de deportistas vascos que al igual que otras personalidades de la cultura vasca, como el escritor Bernardo Atxaga o el físico Pedro Miguel Etxenike, mostraron públicamente su rechazo a dicho cierre.
El polideportivo municipal de Anoeta, inaugurado en septiembre de 2006, lleva su nombre.
En 2009 protagonizó junto a la montañera Edurne Pasaban una campaña publicitaria de Endesa para el País Vasco.

#### Acusaciones de dopaje
El 24 de julio de 2013, se publicó como parte de un informe redactado por el Senado de Francia, el resultado de unos análisis realizados en 2004 de muestras extraídas a los ciclistas durante el Tour de Francia 1998. Olano fue asociado a muestras que dieron positivo por EPO, al igual que su compañero de equipo en ese momento Manolo Beltrán. Al contrario que otros ciclistas que sí reconocieron su culpabilidad como Jan Ullrich, Laurent Jalabert o Stuart O'Grady, Olano dijo sentirse sorprendido por los resultados, y que no piensa que haya hecho nada ilegal durante su carrera deportiva. Como resultado de la publicación de estas informaciones, la organización de la Vuelta a España decidió destituirle de su puesto de director técnico.

## Familia
En 1994 se casó con Karmele Zubillaga, quien tras haber trabajado como agente eventual de la ORA ejercería un papel decisivo como representante de Olano durante la trayectoria de este como ciclista profesional. La pareja se había conocido en 1989, al compartir viaje al Campeonato de España cuando ambos eran ciclistas en categorías inferiores; cuando montó en la furgoneta a su paso por Tolosa, Olano era un joven con un paquete de galletas y una botella de dos litros de Coca-Cola en las manos y cierto sobrepeso.
Es padre de tres hijos: dos biológicos y una hija adoptada de Ucrania.

## Palmarés
| 1992 - G. P. Villafranca de Ordizia 1994 - Clásica de Alcobendas - Vuelta a Asturias, más 1 etapa - Campeonato de España Contrarreloj - Campeonato de España en Ruta 1995 - 2.º en la Vuelta a España, más 3 etapas - Subida al Naranco - Campeonato del Mundo en Ruta - 2.º en el Campeonato del Mundo Contrarreloj 1996 - 3.º en el Giro de Italia - 2.º en los Juegos Olímpicos Contrarreloj - Tour de Romandía , más 2 etapas - Vuelta a Galicia, más 1 etapa - 2.º en el Campeonato de España en Ruta - Boucles de l'Aulne 1997 - 1 etapa de la Vuelta a Asturias - Euskal Bizikleta, más 1 etapa - 1 etapa de la Dauphiné Libéré - 1 etapa del Tour de Francia - G. P. Eddy Merckx - 1 etapa de la Vuelta a Burgos | 1998 - Vuelta a España, más 1 etapa - 1 etapa de la Vuelta al País Vasco - Vuelta a La Rioja - Euskal Bizikleta - Campeonato de España Contrarreloj - Vuelta a Burgos, más 1 etapa - 1 etapa de la Vuelta a Galicia - G. P. Eddy Merckx (haciendo pareja con Chente García Acosta) - Campeonato del Mundo Contrarreloj 1999 - 1 etapa de la Vuelta a Asturias - 1 etapa de la Euskal Bizikleta - Vuelta a Burgos, más 1 etapa - 1 etapa de la Vuelta a España 2000 - Vuelta a la Comunidad Valenciana, más 1 etapa - Tirreno-Adriático, más 1 etapa - Critérium Internacional - 1 etapa de la Vuelta a España 2001 - Clásica de Alcobendas - 2.º en el Giro de Italia 2002 - 2.º en el Campeonato de España en Ruta |

## Resultados
Durante su carrera deportiva consiguió los siguientes puestos en Grandes Vueltas, vueltas menores y carreras de un día:

### Grandes Vueltas
| Carrera | Carrera         | 1992 | 1993 | 1994 | 1995 | 1996 | 1997 | 1998 | 1999 | 2000 | 2001 | 2002 |
| ------- | --------------- | ---- | ---- | ---- | ---- | ---- | ---- | ---- | ---- | ---- | ---- | ---- |
|         | Giro de Italia  | —    | —    | —    | —    | 3.º  | —    | —    | —    | —    | 2.º  | —    |
|         | Tour de Francia | —    | Ab.  | 30.º | —    | 9.º  | 4.º  | Ab.  | 6.º  | 34.º | —    | 78.º |
|         | Vuelta a España | —    | —    | 20.º | 2.º  | —    | Ab.  | 1.º  | Ab.  | 19.º | 64.º | —    |

### Vueltas menores
| Carrera | Carrera                | 1992 | 1993 | 1994 | 1995 | 1996 | 1997 | 1998 | 1999 | 2000 | 2001 | 2002 |
| ------- | ---------------------- | ---- | ---- | ---- | ---- | ---- | ---- | ---- | ---- | ---- | ---- | ---- |
|         | París-Niza             | —    | 28.º | —    | 4.º  | 24.º | —    | —    | —    | —    | —    | —    |
|         | Tirreno-Adriático      | —    | —    | —    | —    | —    | —    | —    | 68.º | 1.º  | 31.º | 52.º |
|         | Volta a Cataluña       | —    | —    | 6.º  | —    | —    | —    | 6.º  | 11.º | —    | —    | —    |
|         | Vuelta al País Vasco   | —    | —    | 13.º | —    | 3.º  | 8.º  | —    | 40.º | Ab.  | 13.º | 37.º |
|         | Tour de Romandía       | —    | —    | —    | —    | 1.º  | —    | —    | —    | —    | —    | —    |
|         | Critérium del Dauphiné | —    | —    | —    | —    | —    | 2.º  | —    | —    | 18.º | —    | —    |
|         | Vuelta a Suiza         | —    | 29.º | —    | —    | —    | —    | —    | —    | —    | —    | —    |

### Clásicas, Campeonatos y JJ. OO.
| Carrera               | Carrera               | 1992 | 1993         | 1994         | 1995         | 1996 | 1997         | 1998         | 1999         | 2000 | 2001 | 2002 |
| --------------------- | --------------------- | ---- | ------------ | ------------ | ------------ | ---- | ------------ | ------------ | ------------ | ---- | ---- | ---- |
|                       | Milán-San Remo        | —    | 106.º        | —            | 38.º         | 22.º | 120.º        | 72.º         | Ab.          | 33.º | 87.º | 88.º |
| Amstel Gold Race      | Amstel Gold Race      | —    | —            | —            | —            | —    | 17.º         | 28.º         | Ab.          | —    | —    | —    |
| Flecha Valona         | Flecha Valona         | —    | —            | —            | —            | —    | —            | —            | 25.º         | —    | —    | —    |
|                       | Lieja-Bastoña-Lieja   | —    | 81.º         | —            | —            | 12.º | —            | —            | 42.º         | Ab.  | —    | —    |
| HEW Cyclassics        | HEW Cyclassics        | X    | X            | X            | X            | —    | —            | —            | —            | —    | —    | 58.º |
| Clásica San Sebastián | Clásica San Sebastián | 50.º | —            | 26.º         | 28.º         | 11.º | 36.º         | 16.º         | 25.º         | —    | —    | —    |
| Campeonato de Zúrich  | Campeonato de Zúrich  | —    | —            | —            | —            | —    | —            | —            | 16.º         | —    | —    | —    |
|                       | Giro de Lombardía     | —    | —            | —            | 16.º         | —    | —            | —            | —            | —    | —    | —    |
| JJ. OO. (Ruta)        | JJ. OO. (Ruta)        | —    | No disputado | No disputado | No disputado | 67.º | No disputado | No disputado | No disputado | 60.º | ND   | ND   |
| JJ. OO. (CRI)         | JJ. OO. (CRI)         | X    | No disputado | No disputado | No disputado | 2.º  | No disputado | No disputado | No disputado | 4.º  | ND   | ND   |
| Mundial en Ruta       | Mundial en Ruta       | —    | —            | Ab.          | 1.º          | Ab.  | —            | —            | —            | —    | —    | —    |
| Mundial Contrarreloj  | Mundial Contrarreloj  | X    | X            | 5.º          | 2.º          | 8.º  | —            | 1.º          | —            | 5.º  | —    | —    |
| España en Ruta        | España en Ruta        | 45.º | 38.º         | 1.º          | —            | 2.º  | 5.º          | 19.º         | —            | —    | —    | 2.º  |
| España Contrarreloj   | España Contrarreloj   | —    | —            | 1.º          | —            | —    | —            | 1.º          | —            | —    | —    | 16.º |

 —: No participa

Ab.: Abandona

X: Ediciones no celebradas

## Equipos
A lo largo de su trayectoria como ciclista profesional corrió en los siguientes equipos:
- CHCS (1992)
- Lotus-Festina (1992)
- CLAS-Cajastur (1993)
- Mapei (1994-1996)
  - Mapei-Clas (1994)
  - Mapei-GB (1995-1996)
- Banesto (1997-1998)
- ONCE (1999-2002)
  - ONCE-Deutsche Bank (1999-2000)
  - ONCE-Eroski (2001-2002)

## Reconocimientos
| Distinción                                              | Año  |
| ------------------------------------------------------- | ---- |
| Medalla de Oro - Real Orden del Mérito Deportivo        | 1996 |
| Orden Olímpica concedida por el Comité Olímpico Español | 1996 |

- 3.º en la Bicicleta de Oro (1995)
- Premio Euskadi al Deporte (2002)